# Rick Boucher

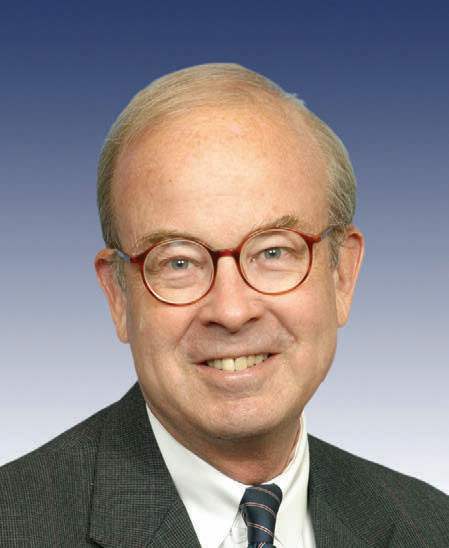
Rick Boucher

Frederick Carlyle „Rick“ Boucher (* 1. August 1946 im Washington County, Virginia) ist ein US-amerikanischer Politiker. Zwischen 1983 und 2011 vertrat er den Bundesstaat Virginia im US-Repräsentantenhaus.

## Werdegang
Rick Boucher besuchte bis 1964 die Abingdon High School und danach bis 1968 das Roanoke College in Salem. Nach einem anschließenden Jurastudium an der University of Virginia in Charlottesville und seiner 1971 erfolgten Zulassung als Rechtsanwalt begann er in diesem Beruf zu arbeiten. Gleichzeitig schlug er als Mitglied der Demokratischen Partei eine politische Laufbahn ein. Zwischen 1974 und 1983 gehörte er dem Senat von Virginia an.
Bei den Kongresswahlen des Jahres 1982 wurde Boucher im neunten Wahlbezirk von Virginia in das US-Repräsentantenhaus in Washington, D.C. gewählt, wo er am 3. Januar 1983 die Nachfolge von William C. Wampler antrat. Nach 13 Wiederwahlen konnte er bis zum 3. Januar 2011 insgesamt 14 Legislaturperioden im Kongress absolvieren. Dort war er Mitglied im Ausschuss für Energie und Handel und im Justizausschuss sowie in drei Unterausschüssen. In seine Zeit als Kongressabgeordneter fielen die Terroranschläge am 11. September 2001, der Irakkrieg und der Militäreinsatz in Afghanistan. Im Jahr 2010 unterlag er dem Republikaner Morgan Griffith.
Seit dem Ende seiner Zeit im US-Repräsentantenhaus arbeitet Frederick Boucher als Anwalt für die Kanzlei Sidley Austin.